# Гостомыслов, Александр Петрович
Александр Петрович Гостомыслов (7 января 1940, Ленинград — 19 декабря 2012, Санкт-Петербург) — советский и российский прозаик, публицист. Член Союза писателей России (1994). Делегат XIII и XIV съездов писателей России. Руководитель секции документальной прозы и публицистики Петербургского отделения Союза писателей России.

## Биография
Александр Петрович Гостомыслов родился 7 января 1940 года в городе Ленинграде.
В 1957 году поступил в техническое училище по специальности токарь-универсал. По окончании училища пошёл в армии. Служил в ГСВГ (1960—1963).
Позже Гостомыслов учился на вечернем отделении факультета журналистики ЛГУ. Работал редактором заводского радио, а также главным редактором многотиражной газеты.
Свой первый рассказ он написал в 1960 году.
С 1971 года по 1974 год ходил вместе с ленинградскими рыбаками на промысел в Атлантику первым помощником капитана Большого морозильного рыболовного траулера.
С 1975 по 1995 годом он являлся руководителем отдела  науки и публицистики в журнале «Костер». Гостомыслов разработал программу «Живая вода». Специально для неё он проводил конкурсный отбор старшеклассников, лучших экологов страны, а также организовывал экспедиции на Ладогу, Амур, Волгу, Тюмень. Кроме того, он организовал в журнале «Клуб Шерлока Холмса». Был одним из руководителей, проводимых журналом «Костер», шести Всесоюзных совещаний журналистов и писателей, пишущих для детей и подростков.

## Награды и звания
- Член Санкт-Петербургского Союза журналистов (1968).
- Член Союза писателей России (1994).
- Член правления Санкт-Петербургского отделения Союза писателей России.
- Член Международной ассоциации писателей баталистов и маринистов (1994).
- Награждён Почетной грамотой Правления Союза писателей России.
- Литературной премией Законодательного Собрания Санкт-Петербурга имени Маршала Л.А.Говорова (2007)[2]